# ベラミ2000
『ベラミ2000』（ドイツ語: Bel Ami 2000 oder Wie verführt man einen Playboy?、「ベラミ2000、あるいはプレイボーイをいかにそそのかすか?」の意）は、ミヒャエル・フレガール監督による1966年製作のオーストリア・イタリア合作映画。日本未公開作品。

## 概要
全世界を席巻した「イタリア式コメディ」（Commedia all'italiana）のドイツ版である。監督は、ドイツのテレビ界で名を馳せた演出家ミヒャエル・フレガール。映画デビュー作『ビヴァリーヒルズの死者』（Die Tote von Beverly Hills、1964年）は第17回カンヌ国際映画祭コンペティションに出品され、フランス映画高等技術委員会賞を受賞、華々しい映画監督デビューを飾り、本作の直後には、ジャン＝リュック・ゴダールやクロード・オータン＝ララなどコメディの得意な監督をあつめたイタリア・フランス・西ドイツ合作のイタリア風オムニバス映画『愛すべき女・女たち』に、西ドイツ代表として抜擢され、主演に当時アメリカのセックスシンボルであったラクエル・ウェルチを起用した。
原作はアナトール・ブラット『ベラミ66』（Bel Ami 66）。ギ・ド・モーパッサンの小説『ベラミ』（Bel Ami、1885年）がさらに下敷きになっている小説である。当時流行った「ピグマリオン・スタイル」に身をつつむペーター・アレグザンダーは、当時ドイツ語圏の人気俳優で、のちには長寿番組「ペーター・アレグザンダーショー」の司会者となった。
本作は欧米諸国ではDVDソフト化され発売されているが、日本ではいまだ公開すらされていない。

## 作品データ
カラー作品（イーストマン・カラー）/ 上映時間101分（オーストリア94分、イタリア89分） / 上映サイズ1:1.66（ビスタサイズ）

## スタッフ
- 監督　ミヒャエル・フレガール
- 脚本　クラウス・ムンロ、クルト・ナッハマン、マリオ・シシリアーノ、ミヒャエル・フレガール
- 原作　アナトール・ブラット『ベラミ66』（Bel Ami 66）
- 音楽　ハインツ・キースリング
- 撮影　エルンスト・ヴィルト
- 美術　ヘルタ・ハライター＝ピシンガー
- 録音　アレッサンドロ・フォルティーニ、ハンス・ヨアヒム・リヒター
- 編集　マルゴット・フォン・シュリーフェン
- プロデューサー　マリオ・シシリアーノ、カール・シュピース
- 製作会社　インテルコンティネンタル・プロドゥクツィオーン、メテウス・フィルム（ローマ）

## キャスト
| - ペーター・アレグザンダー（ペーター・クノーレ） - アントネッラ・ルアルディ（ヴェラ） - シーラ・ガベル（アニータ・ビオンダ） - ヘルガ・アンデルス（ルーシー） - リンダ・クリスチャン（ルーシーの母） - ジョスリン・レーン（ジネッテ） - エリオネ・ダルマイダ（ココ） - クリスティアーネ・リュッカー（ミリー） - ヨアヒム・テーケ（エミール） - ゲオルク・コルテン（ツヴェルヒ） - オットー・アンブロス（シュランディツ） | - レナート・サルヴァトーリ（ショック少年） - ヨアヒム・フックスベルガー - ベルナール・ブリエ - ミレーヌ・ドモンジョ - ヒゴ・テルコ - ヤスイ・カズミ - イサルコ・ラヴァイオリ - アルフレド・ライヒリン - マリア・バドマイェフ - アッティリオ・ドッテジオ ほか |

## あらすじ
国際的男性誌が依頼した調査機関のコンピュータが故障し、ある不幸な男が偶然、「プレイボーイ・オヴ・ザ・イヤー」に選ばれてしまう。それが巻き起こす馬鹿馬鹿しい事件。その雑誌の出版社サイドはデータミスについて知っていながら、このカタブツをすべての女性にとっての幻想に変えてしまおうと決定する。完璧なピグマリオン・スタイルに身を包み、絶世の美女に取り囲まれて写真をバチバチと撮られている自分に気づく気弱なカタブツ。世界は一変した。しかし、それもつかの間、事実をつかんだ女性レポーターが、真相を暴露すべきかどうか悩む。そこでたいへんな事件が起こる。